# Joseph Coffey
Joseph Lawrence Coffey (ur. 31 maja 1960 w Rochester) – amerykański duchowny rzymskokatolicki, biskup pomocniczy archidiecezji Wojskowej Stanów Zjednoczonych Ameryki od 2019.

## Życiorys
Urodził się 31 maja 1960 w Minnesocie jako 5 z 9 rodzeństwa.
Uczęszczał do szkoły podstawowej w Filadelfii, jest absolwentem Archbishop Carroll High School. W latach 1995–2002 kształcił się w Wyższym Seminarium Duchowym św. Karola Boromeusza w Filadelfii, gdzie uzyskał stopień doktora teologii moralnej. Od 2001 służy w US Navy, posiada stopień kapitana marynarki.
Święcenia kapłańskie otrzymał 18 maja 1996. 22 stycznia 2019 papież Franciszek mianował go biskupem pomocniczym archidiecezji Wojskowej Stanów Zjednoczonych Ameryki oraz biskupem tytularnym Arsacal. Sakry udzielił mu 25 marca 2019 arcybiskup Timothy Broglio.